# Ahmadou Ahidjo

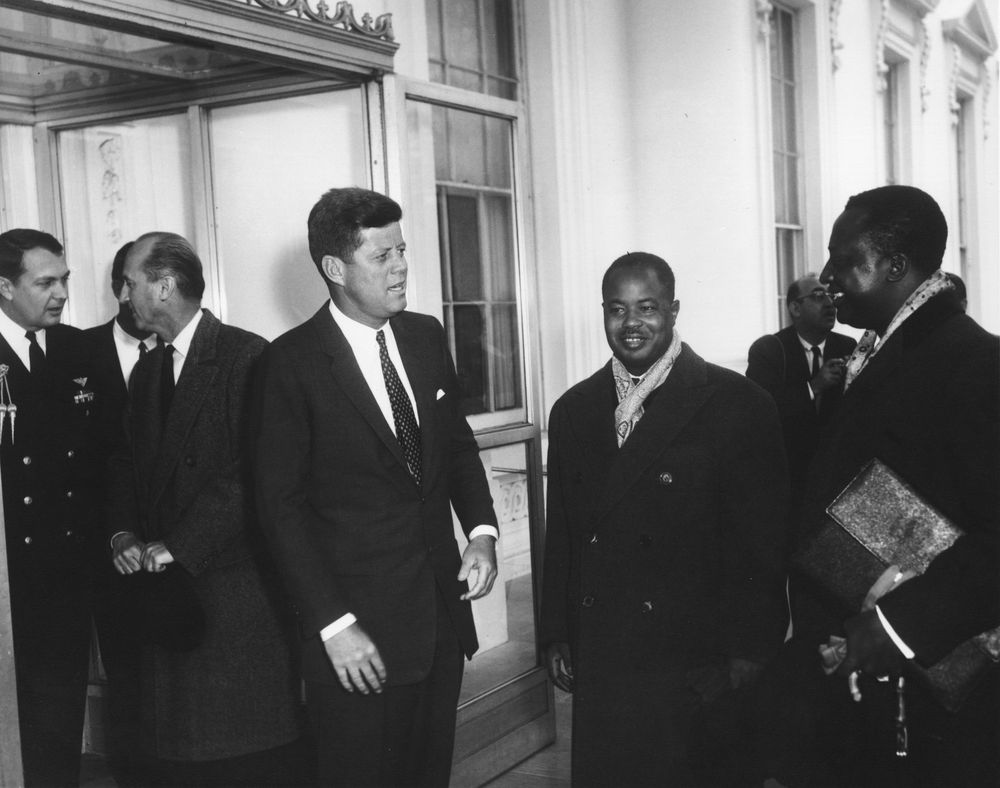
Ahmadou Ahidjo junto a John F. Kennedy, durante una visita a Camerún en 1962.

Ahmadou Babatoura Ahidjo (24 de agosto de 1924, Garoua, Camerún - 30 de noviembre de 1989, Dakar, Senegal) fue un político camerunés que se desempeñó como el primer presidente de la República de Camerún, ocupando el puesto desde 1960 hasta su renuncia en 1982.

## Biografía

### Primeros años y Educación
Ahmadou Ahidjo nació en 1924, en el seno de una familia musulmana residente en Garua, ubicada al norte de Camerún. Finalizó sus estudios secundarios en la Escuela Superior Administrativa de Yaundé, y comienza a trabajar como operador en una emisora de radio entre 1942 y 1946.Sus compañeros de clase son, entre otros, Félix Sabal-Lecco, Ministro de su gobierno, Abel Moumé Etia, El primer ingeniero meteorológico de Camerún y escritor, además de Jean-Faustin Betayéné, Ministro de Relaciones Exteriores del Camerún Federal.

### Carrera política
Comenzó su carrera política siendo elegido diputado de la Asamblea de Representantes de Camerún por el período 1947-1952 y siendo reelegido para el período 1952-1956. Mientras era diputado, fue miembro de la secretaría de la Asamblea Territorial, que trabajaba junto a la Unión Francesa, en relación con la administración del Camerún francés.
En 1957, Francia permite que Camerún sea un gobierno autónomo con Ahidjo como vice primer ministro y ministro del Interior, cargos que ocupa hasta 1958, cuando el entonces Primer ministro André Marie Bbida renuncia, y ello hace que Ahidjo asuma el cargo de Primer ministro de Camerún. Durante ese proceso, funda y preside el partido político Unión Camerunesa (UC).
Como Primer ministro, ofreció una amnistía y negociaciones con la Unión de los Pueblos de Camerún (UPC), el partido más radical del país, para que renunciara a la vía armada y se rindieran, pero ellos se negaron y durante años llevaron a cabo diversos ataques en el país a fin de independizarse de Francia e instaurar su propio gobierno.

## Presidente de Camerún (1960-1982)
Tras la independencia de Camerún en 1960, Ahidjo permaneció como Primer ministro, llamando a un referéndum el 21 de febrero, en la que proponía que él asumiera la presidencia del nuevo estado; medida que es aprobada, siendo nombrado Presidente de Camerún el 5 de mayo de ese mismo año, por la Asamblea de Representantes.
Tras un plebiscito el 1 de octubre de 1961, el sur de Camerún (bajo mandato británico), se unifica con Camerún, dando paso a la creación de la República Federal de Camerún. Durante esa unificación, Ahidjo trató de reconciliar los habitantes anglófonos y musulmanes que se ubicaban en el oeste del país, con los del este, que en su mayoría eran francófonos y católicos.
Durante los primeros años del régimen, el embajador francés Jean-Pierre Bénard es considerado a veces como el verdadero "presidente" de Camerún. Esta independencia es, en efecto, en gran medida teórica, ya que los "asesores" franceses se encargan de ayudar a cada ministro y tienen la realidad del poder. El gobierno gaullista mantiene su influencia en el país mediante la firma de "acuerdos de cooperación" que abarcan todos los sectores de la soberanía de Camerún. Así, en el ámbito monetario, Camerún conserva el franco CFA y confía su política monetaria a Francia. Todos los recursos estratégicos son explotados por Francia, las tropas francesas se mantienen en el país y una gran proporción de los oficiales del ejército camerunés son franceses, incluido el Jefe de Estado Mayor.
Las autoridades multiplican las disposiciones legales que les permiten liberarse del Estado de derecho: prórroga arbitraria de la detención policial, prohibición de reuniones y concentraciones, sometimiento de publicaciones a censura previa, restricción de la libertad de circulación mediante el establecimiento de pases o toques de queda, prohibición de que los sindicatos emitan suscripciones, etc. Toda persona acusada de "comprometer la seguridad pública" se ve privada de un abogado y no puede apelar la sentencia. Las penas de cadena perpetua con trabajos forzados o pena de muerte -las ejecuciones pueden ser públicas- son, numerosas. La Unión Nacional de Camerún (CNU) pasó a ser el único partido de la nación el 1 de septiembre de 1966.
El 2 de junio de 1972, mediante otro referéndum, se promulga una nueva constitución, en la que el país pasa a llamarse República Unida de Camerún. El 30 de junio de 1975, nombra a Paul Biya como Primer ministro y segundo al mando del país. En cuanto a relaciones internacionales, su gobierno mostró apoyo hacia Occidente, y mantuvo muy buenas relaciones con Francia, quién fue su principal proveedor de productos, y entre 1970 y 1978, su país ocupó la presidencia de la Organización para la Unidad Africana (OUA).
Camerún se convirtió en un país productor de petróleo en 1977. Con el pretexto de querer hacer reservas para tiempos difíciles, las autoridades gestionan los ingresos petroleros "extrapresupuestarios" con total opacidad. Varios miles de millones de dólares se desvían en beneficio de las compañías petroleras y los funcionarios del régimen. La influencia de Francia y de sus 9.000 nacionales en el Camerún sigue siendo considerable. La revista African Affairs señaló a principios de la década de 1980 que "siguen dominando casi todos los sectores clave de la economía, al igual que antes de la independencia". Los franceses controlan el 55% del sector moderno de la economía camerunesa y su control sobre el sistema bancario es total.
El 4 de noviembre de 1982, renuncia a la presidencia por motivos de salud, siendo sucedido por Paul Biya. Sin embargo, las relaciones entre ambos se deterioran, al punto de que Ahidjo acusó a Biya de querer instaurar un régimen policial en Camerún, y este último responde acusandólo de estar detrás de una conspiración para derrocarlo, afirmando que iba a detener a todos los partidarios de Ahidjo. Temiendo una represalia, Ahidjo parte al exilio hacia Francia en agosto de 1983 y en ese mismo mes, renuncia a la secretaría general del partido.
En 1984, fue juzgado y condenado a muerte in absentia por el gobierno camerunés, siendo posteriormente conmutada a prisión perpetua. Permaneció en Francia hasta 1985, cuando viaja a Senegal y vive allí, hasta su fallecimiento el 30 de noviembre de 1989.

### Controversias
Su gobierno ha sido fuertemente criticado, en primer lugar por las atribuciones de corte dictatorial que Ahidjo poseía en el país, en las que ganó cinco veces las elecciones presidenciales de 1965, 1970, 1975 y 1980, en las que contaba con una escasa mayoría, y en segundo lugar por el control de la Asamblea de Representantes, por parte de la Unión Camerunesa, que tras fusionarse con el Partido Nacional Demócratico de Camerún (KNDP), se crea en 1985, la Unión Nacional Camerunesa (UNC), dando así la casi inexistencia de partidos opositores durante su régimen.
También fue acusado de propagar la islamización del país con toques animistas, con el fin de reducir la presencia cristiana en el país africano.
| Predecesor: Puesto creado | Presidente de Camerún 1960 - 1982      | Sucesor: Paul Biya      |
| Predecesor: Puesto creado | Primer ministro de Camerún 1960 - 1961 | Sucesor: Charles Assalé |